# Muschir
Muschir eller Musjir (från arabiskans ord för rådgivare) är en titel använd framförallt i Turkiet i formen müşür.
Det var ursprungligen en ministertitel men blev senare en militär titel, motsvarande fältmarskalk, den högsta militära graden.